# Liste des monuments historiques de Béziers
Ce tableau présente la liste de tous les monuments historiques classés ou inscrits dans la ville de Béziers, Hérault, en France.

## Statistiques
Béziers compte 32 édifices comportant au moins une protection au titre des monuments historiques. 10 d'entre eux comportent au moins une partie classée ; les 22 autres sont inscrits.
Béziers concentre 6 % des monuments historiques de l'Hérault, la 3e commune la plus dotée après Montpellier (106 protections) et Pézenas (31).

## Liste
| Monument                                            | Adresse                                                                                                | Coordonnées                      | Notice         | Protection     | Date      | Illustration                                  |
| --------------------------------------------------- | --- | -------------------------------- | -------------- | -------------- | --------- | --------------------------------------------- |
| Amphithéâtre romain de Béziers                      | rue Saint-Jacques, rue du Moulin-à-Huile, place du Cirque, rue du Cirque, impasse des Anciennes-Arènes | 43° 20′ 22″ nord, 3° 12′ 51″ est | « PA34000094 » | Inscrit        | 2013      | Amphithéâtre romain de Béziers                |
| Arènes du Plateau de Valras                         | 5b rue Castelbon-de-Beauxhostes                                                                        | 43° 20′ 36″ nord, 3° 13′ 44″ est | « PA34000104 » | Inscrit        | 2015      | Arènes du Plateau de Valras                   |
| Basilique Saint-Aphrodise                           | 12 place Saint-Aphrodise                                                                               | 43° 20′ 49″ nord, 3° 12′ 54″ est | « PA00103373 » | Classé         | 1983      | Basilique Saint-Aphrodise                     |
| Cathédrale Saint-Nazaire                            | | 43° 20′ 29″ nord, 3° 12′ 36″ est | « PA00103374 » | Classé         | 1840      | Cathédrale Saint-Nazaire                      |
| Chapelle des Pénitents bleus                        | | 43° 20′ 36″ nord, 3° 12′ 56″ est | « PA00103375 » | Inscrit Classé | 1973 1982 | Chapelle des Pénitents bleus                  |
| Château de Libouriac                                | Route de Pézenas                                                                                       | 43° 22′ 13″ nord, 3° 16′ 02″ est | « PA00135388 » | Inscrit        | 1995      | Image manquante Téléverser                    |
| Château de Poussan-le-Haut                          | | 43° 18′ 25″ nord, 3° 11′ 04″ est | « PA00103376 » | Inscrit        | 1975      | Image manquante Téléverser                    |
| Château Saint-Bauzille                              | Route de Bessan                                                                                        | 43° 21′ 23″ nord, 3° 17′ 32″ est | « PA34000068 » | Inscrit        | 2007      | Image manquante Téléverser                    |
| Cloître des Carmes                                  | | 43° 20′ 39″ nord, 3° 12′ 53″ est | « PA00103377 » | Inscrit        | 1951      | Image manquante Téléverser                    |
| Écluses de Fonserannes                              | | 43° 19′ 50″ nord, 3° 11′ 59″ est | « PA34000005 » | Classé         | 1996      | Écluses de Fonserannes                        |
| Église de la Madeleine                              | | 43° 20′ 42″ nord, 3° 12′ 47″ est | « PA00103379 » | Classé         | 1987      | Église de la Madeleine                        |
| Église Saint-Jacques                                | | 43° 20′ 16″ nord, 3° 12′ 51″ est | « PA00103378 » | Classé         | 1967      | Église Saint-Jacques                          |
| Halles centrales                                    | Place Pierre-Semard                                                                                    | 43° 20′ 36″ nord, 3° 12′ 42″ est | « PA00103380 » | Inscrit        | 1984      | Halles centrales                              |
| Hôtel de Boyer de Sorgues                           | 5 rue Mayran                                                                                           | 43° 20′ 37″ nord, 3° 12′ 51″ est | « PA00103381 » | Inscrit        | 1952      | Hôtel de Boyer de Sorgues                     |
| Hôtel Bülher                                        | 57, 59 avenue Saint-Saëns                                                                              | 43° 20′ 35″ nord, 3° 13′ 23″ est | « PA00103382 » | Inscrit        | 1984      | Image manquante Téléverser                    |
| Hôtel de Nattes                                     | 13 rue de la Citadelle                                                                                 | 43° 20′ 31″ nord, 3° 12′ 52″ est | « PA34000119 » | Inscrit        | 2017      | Image manquante Téléverser                    |
| Hôtel de Castilhon                                  | 1 rue de Montmorency                                                                                   | 43° 20′ 34″ nord, 3° 12′ 53″ est | « PA00103384 » | Inscrit        | 2011      | Image manquante Téléverser                    |
| Hôtel de ville                                      | | 43° 20′ 34″ nord, 3° 12′ 48″ est | « PA00103383 » | Inscrit        | 1935      | Hôtel de ville                                |
| Lycée Jean-Mermoz                                   | Rue Ferdinand-de-Lesseps                                                                               | 43° 20′ 56″ nord, 3° 14′ 03″ est | « PA34000026 » | Inscrit Classé | 2001 2002 | Image manquante Téléverser                    |
| Maison                                              | 4 rue de l'Argenterie                                                                                  | 43° 20′ 31″ nord, 3° 12′ 45″ est | « PA00103386 » | Inscrit        | 1963      | Image manquante Téléverser                    |
| Maison                                              | 23 rue des Balances                                                                                    | 43° 20′ 33″ nord, 3° 12′ 56″ est | « PA00103387 » | Inscrit        | 1963      | Image manquante Téléverser                    |
| Maison                                              | 16 rue des Docteurs-Bourguet                                                                           | 43° 20′ 26″ nord, 3° 12′ 45″ est | « PA00103388 » | Inscrit        | 1965      | Maison                                        |
| Maison                                              | 7 rue du Docteur-Vergne                                                                                | 43° 20′ 30″ nord, 3° 12′ 41″ est | « PA00103389 » | Inscrit        | 1935      | Image manquante Téléverser                    |
| Maison                                              | 2 rue Gaveau                                                                                           | 43° 20′ 24″ nord, 3° 12′ 51″ est | « PA00103390 » | Inscrit        | 1931      | Image manquante Téléverser                    |
| Immeuble dit « maison natale de Jean Moulin »       | 6 rue d'Alsace                                                                                         | 43° 20′ 50″ nord, 3° 13′ 16″ est | « PA34000120 » | Inscrit        | 2017      | Immeuble dit « maison natale de Jean Moulin » |
| Moulin Cordier                                      | | 43° 20′ 42″ nord, 3° 12′ 25″ est | « PA00103391 » | Inscrit        | 1930      | Moulin Cordier                                |
| Palais épiscopal                                    | | 43° 20′ 28″ nord, 3° 12′ 38″ est | « PA00103392 » | Classé         | 2014      | Palais épiscopal                              |
| Plateau des poètes                                  | Allées Paul Riquet                                                                                     | 43° 20′ 18″ nord, 3° 13′ 13″ est | « PA00103777 » | Classé         | 1995      | Plateau des poètes                            |
| Pont-canal de l'Orb                                 | | 43° 20′ 04″ nord, 3° 12′ 46″ est | « PA34000003 » | Inscrit        | 1996      | Pont-canal de l'Orb                           |
| Pont Vieux                                          | | 43° 20′ 22″ nord, 3° 12′ 29″ est | « PA00103395 » | Classé         | 1963      | Pont Vieux                                    |
| Vestiges du Théâtre antique, îlot des Chaudronniers | Rue des Chaudronniers Rue de l'Argenterie Rue du Général-Miquel Rue Jean-Cordier                       | 43° 20′ 29″ nord, 3° 12′ 47″ est | « PA34000103 » | Inscrit        | 2015      | Image manquante Téléverser                    |
| Théâtre municipal                                   | Place de la Victoire                                                                                   | 43° 20′ 40″ nord, 3° 12′ 57″ est | « PA00103393 » | Inscrit        | 1975      | Théâtre municipal                             |
| Théâtre des Variétés                                | 9 rue Victor-Hugo                                                                                      | 43° 20′ 29″ nord, 3° 13′ 09″ est | « PA34000041 » | Inscrit        | 2003      | Théâtre des Variétés                          |
| Tour de Saint-Jean-d'Aureilhan                      | | 43° 20′ 22″ nord, 3° 15′ 26″ est | « PA00103394 » | Inscrit        | 1988      | Image manquante Téléverser                    |
| Tribunal épiscopal                                  | 10 impasse de la Notairie                                                                              | 43° 20′ 31″ nord, 3° 12′ 44″ est | « PA00103385 » | Classé         | 2015      | Image manquante Téléverser                    |
| Villa Guy                                           | 1 rue Verdi                                                                                            | 43° 20′ 35″ nord, 3° 13′ 31″ est | « PA00103768 » | Inscrit Classé | 1990 1991 | Image manquante Téléverser                    |